# Chrysoexorista nigricauda
Chrysoexorista nigricauda är en tvåvingeart som först beskrevs av Wulp 1890.  Chrysoexorista nigricauda ingår i släktet Chrysoexorista och familjen parasitflugor. Inga underarter finns listade i Catalogue of Life.